# Le Saint-Affricain
Ne doit pas être confondu avec Le Progrès saint-affricain.
Le Saint-Affricain est un journal hebdomadaire traitant de l'actualité locale du Sud-Aveyron.

## Historique
Créé le 16 janvier 1881 par Paul Sarrus, il fut le premier hebdomadaire du Sud-Aveyron, il s’appelait alors « Le Messager Saint-Affricain ». Il ne comportait que 4 pages en noir et blanc dont la dernière était exclusivement réservée à la publicité du journal.
Après la seconde guerre, il changea de nom et devint « le Saint-Affricain ».
En 1968, Aline et André Rouquette se lancent dans l’aventure et succèdent à la famille Capel et Requis.
À l’époque, c’est un long exercice de patience et de précision pour aligner cote à cote les lettres de plomb sans oublier les espaces qui séparent les mots. Le journal est imprimé le jeudi sur une machine à marge à main, et la fin de la semaine est consacrée à ranger les caractères dans les casses.
Une grande avancée technologique voit le jour en 1969 avec l’acquisition de la première linotype à Saint-Affrique qui vient alléger ce travail fastidieux. Elle possède un clavier de machine à écrire qui permet de réaliser une ligne typographique en plomb. De plus, elle remet les caractères à leur place instantanément.
En 1983, l’arrivée du premier Macintosh balaie la linotype et l’Offset remplace la typographie, ce qui permet de proposer plus de photos et ponctuellement des pages en couleur.
En 1988, changement de format et augmentation du nombre de pages.
En 1996, utilisation du premier appareil photo numérique.
Novembre 2008, après plus d’un an de réflexion et de recherches, le Saint-Affricain revient en force avec un nouveau format, une impression toute en couleur et un nombre de pages qui oscille entre 32 et 44 selon l'actualité. Le nombre des ventes augmente...
Fin 2009, en pleine période de crise générale, le Saint-Affricain offre la possibilité à ses lecteurs de publier leurs petites annonces gratuitement et sans condition.
Avril 2010, le journal devient totalement gratuit. Le tirage passe de 2 000 à 10 000 exemplaires. La distribution est réalisée par une entreprise indépendante directement dans les boîtes aux lettres et dans des dépôts dans tout le Sud-Aveyron.